# Igor Gallo
Igor Gallo (13. duben 1936 Ondrej nad Hronom (Brusno) – 23. června 2019) byl slovenský spisovatel, básník, publicista a prozaik, který vystupoval pod pseudonymy I. Sergej a I. Brezňan.

## Životopis
Absolvoval gymnázium v Brezně (maturoval roku 1954), poté v roce 1954–1959 studoval slovenštinu a ruštinu na Filozofické fakultě Univerzity Komenského. Po studiích působil v letech 1959–1962 jako literární redaktor Československého rozhlasu v Bratislavě, v letech 1962–1963 byl redaktorem v České knize a v letech 1963–1967 pracoval v týdeníku Kulturní život, po jeho zastavení 1968–1995 byl redaktorem v denících Lid, později Čas a Nový čas. Od 1995 byl v invalidním důchodu. Věnuje se básnické a prozaické tvorbě, kritické a recenzního publicistice. V periodikách publikoval mnoho novinářských glos, recenzí a úvah o literatuře, divadle i o výtvarném umění, věnoval se i překládání ruské, ukrajinské, polské i německé poezie.

## Dílo
- Tvárou k príchodu (1963)
- Spaľovanie (1967)
- Prinavrátený čas (1981)
- Človek medzi ľuďmi (1988)
- Pastorále (1988)
- Medzi nami občanmi (1991)
- Dobre osolené, vládou neschválené (1993)
- Bosé cesty (1980)
- Láska padá do Hrona (1983)
- Holuby nesú smrť (1996)
- Putovanie v kruhu(2002)
- Ako na dlani (2005)
- Rozprávočky z kolibôčky (2006)
- Publicisti bez masky (2006)